# Korpilompolo (sjö i Pello, Lappland, Finland)
Korpilompolo eller Korpijärvi är en sjö i Finland. Den ligger i kommunen Pello i landskapet Lappland, i den norra delen av landet, 700 km norr om huvudstaden Helsingfors. Korpijärvi ligger 115,7 meter över havet. Arean är 43 hektar och strandlinjen är 3,04 kilometer lång. Sjön  ingår i Torne älvs huvudavrinningsområde. 